# Siri Aurdal
Siri Aurdal, född 20 oktober 1937 i Oslo i Norge, är en norsk skulptör, målare och grafiker. 
Siri Aurdal är dotterdoter till textilkonstnären Gudrun Anker (1875–1958) samt dotter till textilkonstnären Synnøve Anker Aurdal och målaren Leon Aurdal. Ludvig Eikaas var hennes styvfar från 1949.
Hon debuterade på Høstutstillingen  Oslo 1961 med en byst av Egil Eggen i mässing och utförde därefter ett antal byster av kända personer som den amerikanske skådespelaren Earle Hyman (1926–2017), skådespelaren Svend Soot von Düring och Ludvig Eikaas.
I februari 1969 vann hon en tävling om utsmyckning av skolor i Oslo. I oktober 1972 invigdes den senare nedmonterade lekskulpturen Havbølger på Trosterud skole. Den var på 12 x 6 meter och bestod av glasfiberarmerade polyesterrör, skurna till böljande former. År 1979 gjorde hon en stor relief i aluminium till Nationaltheatrets station i Oslo.
Hon var medlem av konstnärsgruppen Gras tillsammans med Per Kleiva, Willibald Storn och Victor Lind och har varit lärare på Kunstakademiet.
Siri Aurdals Onda volante är ett av de verk av sex konstnärer, som ställdes ut i den Nordiska paviljongen på Venedigbiennalen 2017.

## Bildgalleri

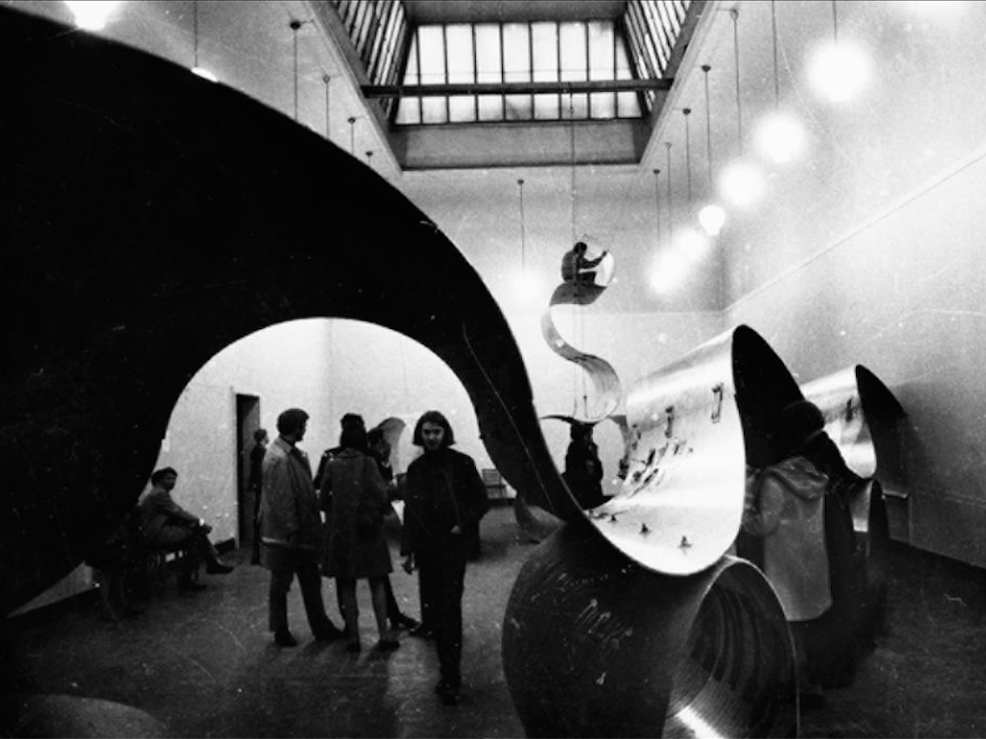
Från utställningen Omgivelser 1969
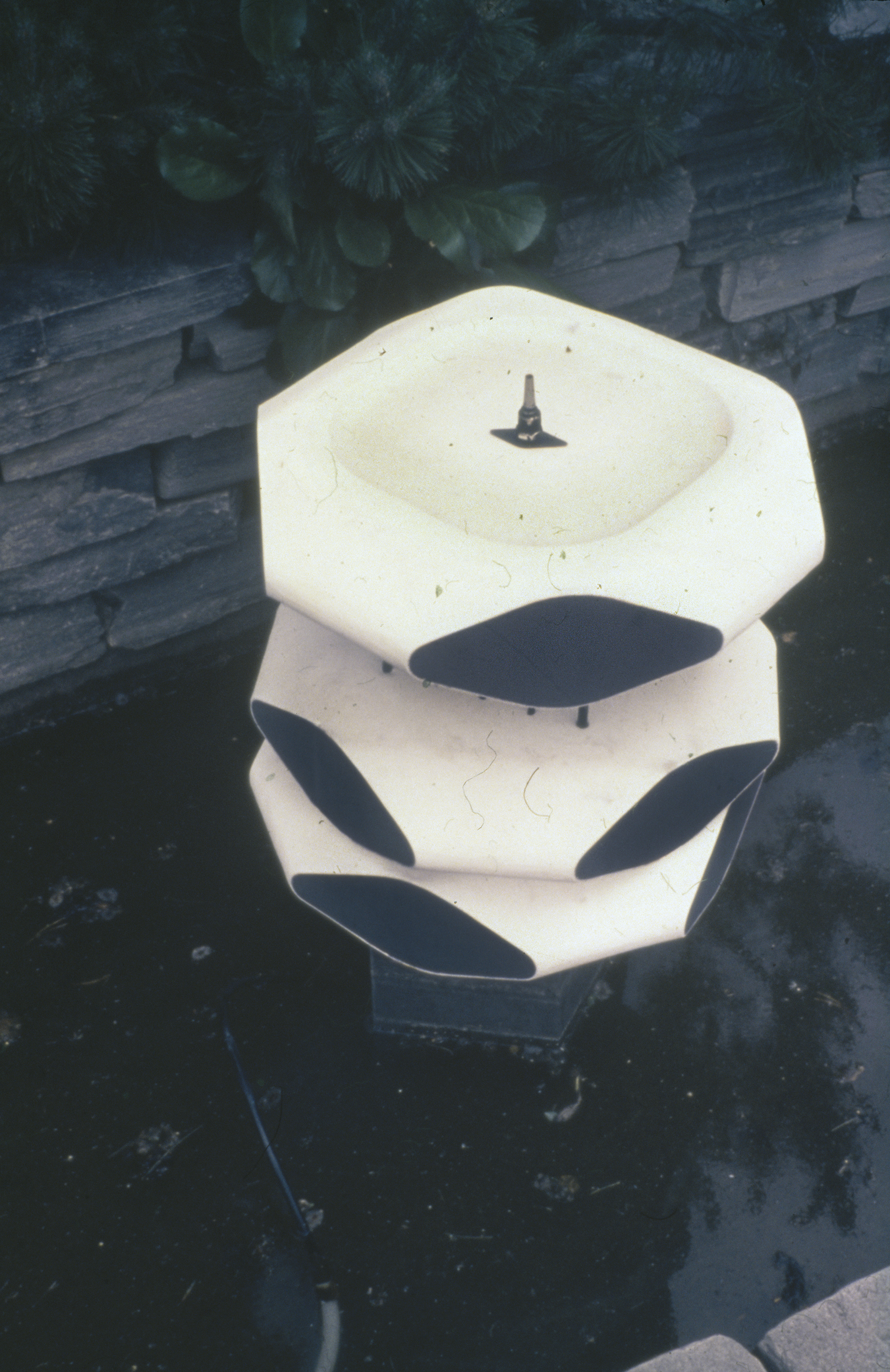
Flytende punkt, fontän, 1967
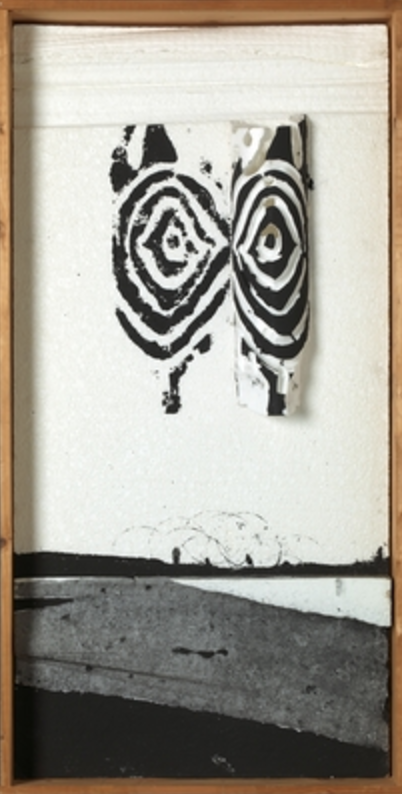
Januar, 1967
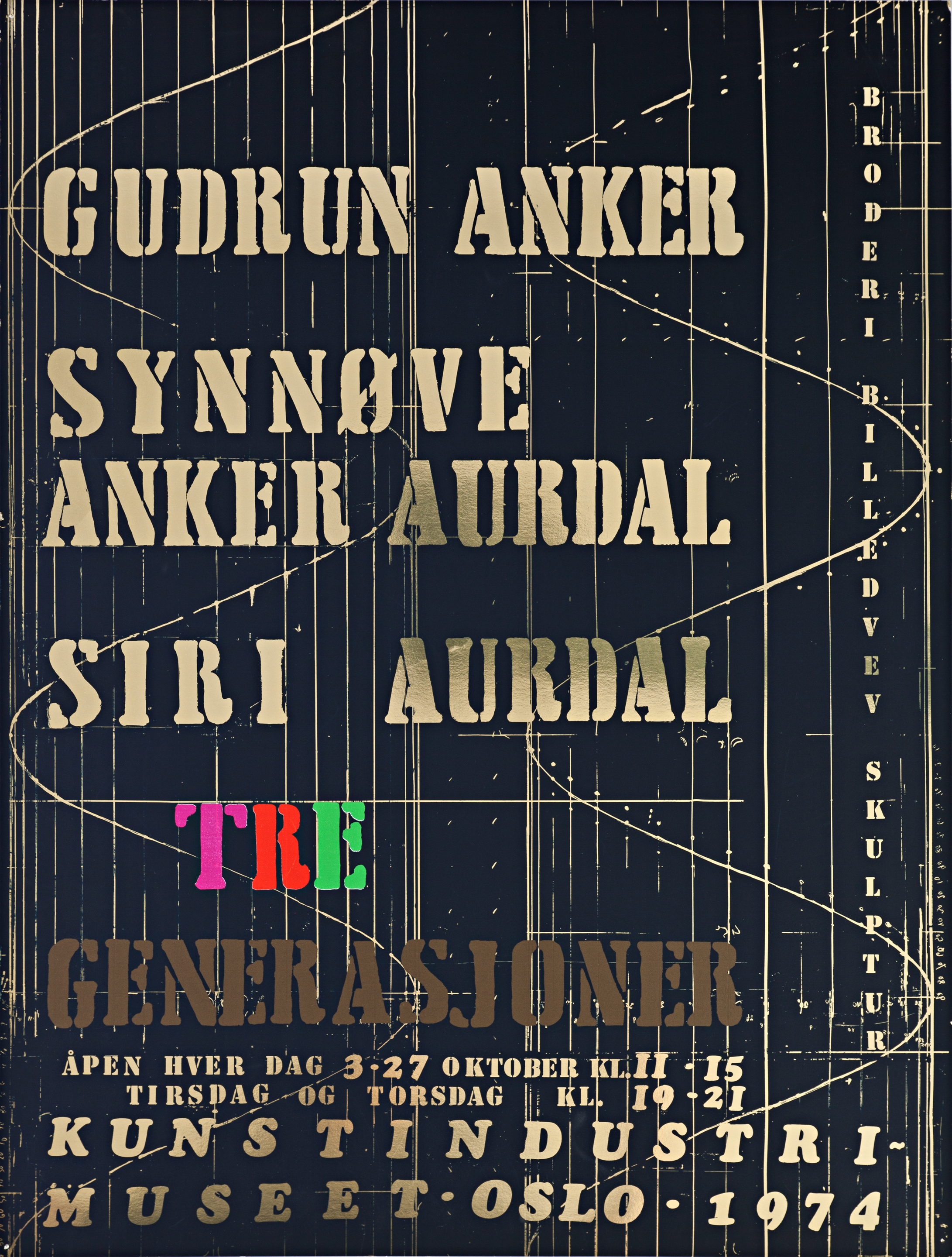
Utställningen Tre generasjoner 1974
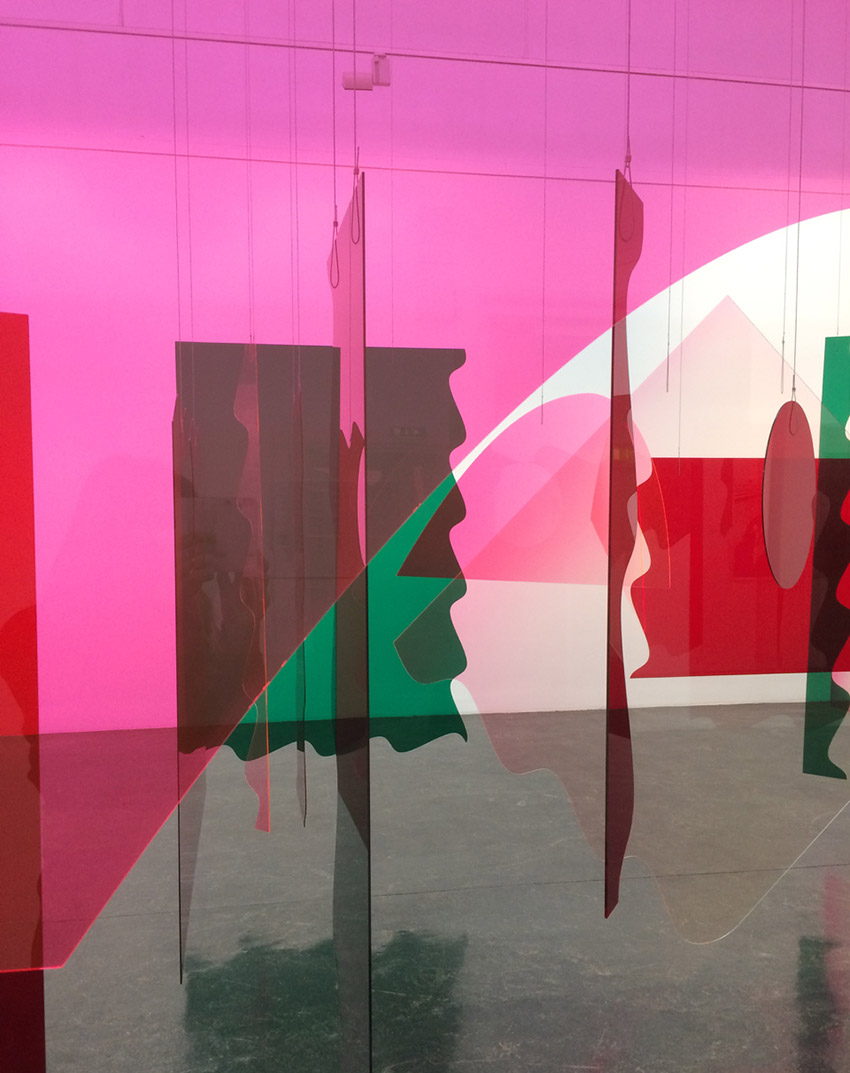
Utställningen Intervju, 2016
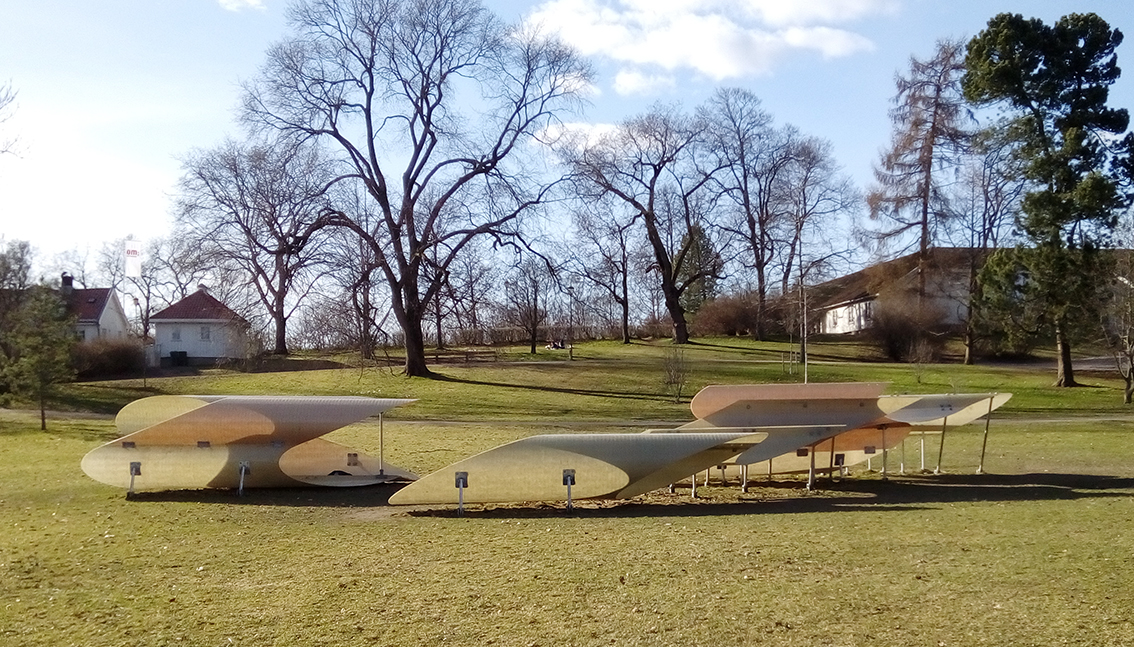
Bølgelængder rekomponert i Vigelandsparken, 2016
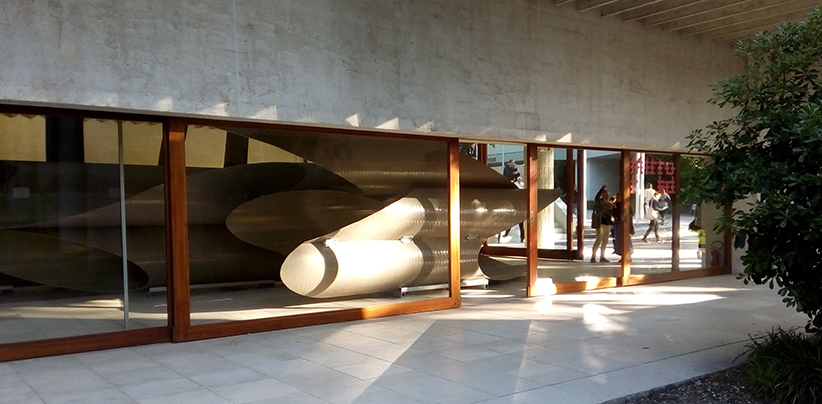
Onda volante, Venedigbiennalen